# Teka (ciclismo)
La Teka era una squadra maschile spagnola di ciclismo su strada attiva nel professionismo tra il 1976 e il 1990.
Basata a Santander e sponsorizzata dall'omonima azienda di elettrodomestici, fu diretta nel corso degli anni da Julio San Emeterio, Domingo Perurena e José Antonio González. Tra le file della formazione gareggiarono importanti ciclisti spagnoli e non come Miguel María Lasa, Marino Lejarreta, Alfonso Gutiérrez, Reimund Dietzen ed Eduardo Chozas. I principali risultati arrivarono alla Vuelta a España, con Lejarreta vincitore assoluto nel 1982, Dietzen tre volte piazzato sul podio finale (terzo nel 1984, secondo nel 1987 e 1988) e la squadra vincitrice della relativa graduatoria nel 1977 e 1984; in quindici stagioni Teka si aggiudicò in tutto oltre 500 corse.

## Cronistoria

### Annuario
| Anno | Codice | Nome            | Cat. | Biciclette | Dirigenza                                                                       |
| ---- | ------ | --------------- | ---- | ---------- | ------------------------------------------------------------------------------- |
| 1976 | -      | Teka            | Pro  | Alan       | Dir. sportivi: Julio San Emeterio                                               |
| 1977 | -      | Teka            | Pro  | Alan       | Dir. sportivi: Julio San Emeterio, Miguel Moreno Cachinero                      |
| 1978 | -      | Teka            | Pro  | Alan       | Dir. sportivi: Julio San Emeterio, Miguel Moreno Cachinero                      |
| 1979 | -      | Teka            | Pro  | Alan       | Dir. sportivi: Julio San Emeterio, Miguel Moreno Cachinero, José Antonio Pontón |
| 1980 | -      | Teka            | Pro  | Alan       | Dir. sportivi: Domingo Perurena, José Antonio Pontón                            |
| 1981 | -      | Teka-Campagnolo | Pro  | Alan       | Dir. sportivi: Domingo Perurena, Antonio Barrutia                               |
| 1982 | -      | Teka            | Pro  | Alan       | Dir. sportivi: Domingo Perurena, Antonio Barrutia                               |
| 1983 | -      | Teka            | Pro  | Alan       | Dir. sportivi: José Antonio González                                            |
| 1984 | -      | Teka            | Pro  | Alan       | Dir. sportivi: José Antonio González, Luis Ocaña                                |
| 1985 | -      | Teka            | Pro  | Alan       | Dir. sportivi: José Antonio González                                            |
| 1986 | -      | Teka            | Pro  | Alan       | Dir. sportivi: José Antonio González, Julio San Emeterio                        |
| 1987 | -      | Teka            | Pro  | Alan       | Dir. sportivi: José Antonio González, Julio San Emeterio, Emilio Cruz           |
| 1988 | -      | Teka            | Pro  | Alan       | Dir. sportivi: José Antonio González, Julio San Emeterio                        |
| 1989 | TEK    | Teka            | Pro  | Alan       | Dir. sportivi: José Antonio González, Julio San Emeterio                        |
| 1990 | TEK    | Teka            | Pro  | Alan       | Dir. sportivi: José Antonio González, Julio San Emeterio                        |

## Palmarès

### Grandi Giri
- Giro d'Italia

Partecipazioni: 3 (1976, 1977, 1978)
Vittorie di tappa: 1
1980: 1 (Andrés Gandarias)
Vittorie finali: 0
Altre classifiche: 0
- Tour de France

Partecipazioni: 10 (1977, 1978, 1979, 1980, 1981, 1982, 1984, 1986, 1987, 1988)
Vittorie di tappa: 6
1978: 1 (Miguel María Lasa)
1986: 2 (Sarrapio, Chozas)
1987: 3 (2 Clère, Chozas)
Vittorie finali: 0
Altre classifiche: 0
- Vuelta a España

Partecipazioni: 14 (1976, 1977, 1978, 1979, 1981, 1982, 1983, 1984, 1985, 1986, 1987, 1988, 1989, 1990)
Vittorie di tappa: 34
1976: 1 (Joaquim Agostinho)
1977: 2 (Melero, Torres)
1978: 1 (Javier Elorriaga)
1979: 2 (Noël Dejonckheere)
1980: 5 (Thaler, Heredia, García, Haller, Esparza)
1982: 2 (Coll, Lejarreta)
1983: 1 (Noël Dejonckheere)
1984: 5 (3 Dejonckheere, Dietzen, Coll)
1985: 2 (Echave, Sarrapio)
1986: 4 (2 Blanco Villar, Gutiérrez, Dietzen)
1987: 4 (Gutiérrez, Aja, Bailo, Blanco Villar)
1989: 4 (2 Elliott, Dietzen, Hilse)
1990: 1 (Nico Emonds)
Vittorie finali: 1
1982: Marino Lejarreta
Altre classifiche: 6
1977: Scalatori (Pedro Torres), Squadre
1978: Scalatori (Andrés Oliva)
1984: Squadre
1987: Punti (Alfonso Gutiérrez)
1989: Punti (Malcolm Elliott)